# عثة شوكية الأساس
عثة شوكية الأساس هي عثة من فصيلة البلاسبيس. وُجدت في تايلاند.
طول أجنحتها الأمامية هو 5.5 ملم. وطول أساسها هو ثُلثَا أجنحتها الأمامية، ولون أساسها هو بني فاتح مدموج مع البني العادي ومع بعض المقاييس من اللون البيضاء. ولون محورها الثالث البعيد بني مع مقاييس بيضاء. ولون أجنحتها الخلفية هو بني فاتح.

## أصل الكلمة
اسم هذه العثة مشتق من الكلمتين اللاتينيتين basis (بمعنى أساس) وspina (بمعنى شوكي)، ويشير إلى الإسقاطين الشبيهين بالعمود الفقري على الهامش القاعدي للجزء السفلي من.